# Деже Дьярматі
Дєже Дярматі (угор. Dezső Gyarmati, 23 жовтня 1927 — 18 серпня 2013) — угорський ватерполіст.
Олімпійський чемпіон 1952, 1956, 1964 років, срібний призер 1948 року, бронзовий призер 1960 року.
Чемпіон Європи з водного поло 1954, 1962 років.